# 東法明代爾 (紐約州)
東法明代爾（英語：East Farmingdale）是位於美國紐約州薩福克縣的普查規定居民點。

## 人口
根據2020年美國人口普查的數據，東法明代爾的面積為19.37平方千米，皆為陸地。當地共有人口6617人，而人口密度為每平方千米341.61人。